# Aegean
Het Aegean is een geologisch tijdvak dat wordt gebruikt in verschillende gebieden. Het is een deel van het Trias. Het duurt van 245 tot 243 miljoen jaar geleden. Het begin wordt gedefinieerd door het eerste voorkomen van de ammonieten Japonites, Paradanubites en Paracrochordiceras en van de conodont Chiosella timorensis. Het Aegean wordt voorafgegaan door het Spathian en gevolgd door het Bithynian.